# Zuidoost-Anatolië
Zuidoost-Anatolië (Turks: Güneydoğu Anadolu Bölgesi) is een regio van Turkije. De regio bevindt zich in het zuidoosten van Anatolië, waarnaar de regio genoemd is. Zuidoost-Anatolië beslaat circa 9,7% van Turkije en is daarmee de op een na kleinste regio van het land. Qua inwonertal (ca. 6,6 miljoen) is het de een na dunstbevolkte regio van Turkije.
De economie van de regio steunt op landbouw en veeteelt. In Zuidoost-Anatolië wordt voornamelijk tarwe, katoen, vlas, sesam en vijgen geproduceerd. De regio beschikt ook over aanzienlijke ondergrondse hulpbronnen, waaronder fosfaat, bruinkool en aardolie.
Wat betreft de demografie bestaat de bevolking van de regio uit een mengeling van verschillende etniciteiten, met een meerderheid van Koerden. Er zijn ook aanzienlijke Turken en kleinere groepen Arabieren en Arameeërs te vinden, vooral in de steden en op het platteland. De regio heeft een diverse etnische en culturele samenstelling, wat bijdraagt aan de rijkdom van haar sociale en culturele identiteit.

## Overzicht van de provincies in de regio Zuidoost-Anatolië
| Detailkaart                              |
| ---------------------------------------- |
|                                          |
| Provincies in de regio Zuidoost-Anatolië |

| Provincie | Provincie  | Inwoners  | Oppervlakte | Hoofdplaats | Inwoners  |
| --------- | ---------- | --------- | ----------- | ----------- | --------- |
|           | Adıyaman   | 635.169   | 7.033 km²   | Adıyaman    | 267.131   |
|           | Batman     | 634.491   | 4.694 km²   | Batman      | 452.157   |
|           | Diyarbakır | 1.804.880 | 15.162 km²  | Diyarbakır  | 1.129.218 |
|           | Gaziantep  | 2.154.051 | 7.194 km²   | Gaziantep   | 1.808.948 |
|           | Kilis      | 147.919   | 1.444 km²   | Kilis       | 112.187   |
|           | Mardin     | 870.374   | 8.891 km²   | Mardin      | 129.864   |
|           | Siirt      | 331.311   | 5.406 km²   | Siirt       | 160.340   |
|           | Şanlıurfa  | 2.170.110 | 19.091 km²  | Şanlıurfa   | 596.637   |
|           | Şırnak     | 570.745   | 7.296 km²   | Şırnak      | 75.932    |

Centraal-Anatolië · Egeïsche Zeeregio · Marmararegio · Middellandse Zeeregio · Oost-Anatolië · Zuidoost-Anatolië · Zwarte Zeeregio